# Chiesa di San Giovanni Evangelista (Montorfano)
La chiesa di San Giovanni Evangelista è la parrocchiale di Montorfano, in provincia e diocesi di Como; fa parte del vicariato di Lipomo.

## Storia
La prima citazione di una chiesetta a Montorfano, filiale della cattedrale di Como, risale al 1044; nel 1398 la cappella, che nel XII secolo era entrata a far parte dell'arcidiocesi di Milano, risultava dipendente dalla pieve di San Vincenzo di Galliano, come si legge nella Notitia cleri.
Nel 1578 la chiesa fu ricostruita, per poi essere consacrata il 12 luglio 1582 dall'arcivescovo di Milano Carlo Borromeo; venne visitata nel 1606 dall'arcivescovo Federico Borromeo e nel 1666 si provvide a sopraelevare e a decorare il campanile.
Dalla relazione della visita pastorale del 1764 dell'arcivescovo Giuseppe Pozzobonelli si apprende che la parrocchiale, avente come filiale l'oratorio dell'Addolorata e Sant'Antonio di Padova in località Cà Franca, era sede dei due sodalizi del Santissimo Sacramento e della Santa Croce.
Trent'anni dopo, nel 1794 la chiesa fu interessata da un intervento di rifacimento, in occasione del quale si procedette alla ricostruzione delle volte.
Nel 1900 l'arcivescovo Andrea Carlo Ferrari, durante la sua visita, trovò che il numero dei fedeli era pari a 850 e che la parrocchiale, in cui aveva sede la confraternita del Santissimo Sacramento, aveva alle proprie dipendenze l'oratorio della Beata Vergine Addolorata.
La chiesa, già compresa a partire dal 1907 nel vicariato di Alzate, nel 1969 fu aggregata a quello di Cantù, poi trasformato in decanato tre anni dopo; il tetto della struttura venne restaurato nel 1974 e l'anno seguente, visto l'aumento del numero dei fedeli, fu costruito un nuovo presbiterio.
Con la decisione della Sacra Congregazione per i vescovi del 15 settembre 1982, ratificata il 15 ottobre successivo dal vescovo comense Teresio Ferraroni, la parrocchia montorfanese passò dall'arcidiocesi di Milano alla diocesi di Como.

## Descrizione

### Esterno
La facciata a capanna della chiesa, rivolta a mezzogiorno e tripartita da quattro semicolonne sorreggenti il fregio, caratterizzato dalla scritta "DOM ET S. IOHANNI EV.", e il frontone, presenta al centro il portale d'ingresso, sormontato da una finestra di forma semicircolare.
Annesso alla parrocchiale è il campanile a base quadrata, la cui cella presenta su ogni lato una monofora ed è coronata dalla cupola poggiate sul tamburo.

### Interno
L'interno dell'edificio si compone di un'unica navata, le cui pareti sono scandite da lesene; al termine dell'aula si sviluppa il presbiterio, rialzato di due gradini e chiuso dall'abside semicircolare.